# Jon McGregor
Pour les articles homonymes, voir McGregor.
Œuvres principales
- Fenêtres sur rue

Jon McGregor, né en 1976 aux Bermudes, est un écrivain britannique. 

## Biographie
Il grandit dans le Norfolk. Il étudie et reçoit un diplôme en production et technologie des médias de l'Université de Bradford. Dès sa dernière année universitaire, il participe à l'écriture d'une anthologie sur le cinéma.
Ayant déménagé à Nottingham (où il vit actuellement), il écrit son premier roman, Fenêtres sur rue (If Nobody Speaks of Remarkable Things, 2002) qui remporte le Prix Somerset-Maugham en 2003.
En 2010, il reçoit un doctorat honorifique de l'Université de Nottingham.
Son premier recueil de nouvelles, Ce qui est arrivé à M. Davison (This Isn't the Sort of Thing That Happens to Someone Like You), est publié en 2012.

## Œuvre

### Romans
- If Nobody Speaks of Remarkable Things (2002) Publié en français sous le titre Fenêtres sur rue, traduit par Anne Damour, Paris, Éditions Rivages, coll. « Rivages poche », 288 p., 2007[1] (ISBN 2-7436-1435-8) ; réédition, Paris, Payot & Rivages, coll. « Rivages poche » no 592, 2007  (ISBN 978-2-7436-1758-5)
- So Many Ways to Begin (2007) Publié en français sous le titre Il n'y a pas de faux départ, traduit par Aurélien Talbot, Paris, Éditions du Seuil, coll. « Cadre vert », 412 p., 2008 (ISBN 978-2-02-090113-0)
- Even the Dogs (2010) Publié en français sous le titre Même les chiens, traduit par Christine Laferrière, Paris, Christian Bourgois Éditeur, 276 p., 2011[2] (ISBN 978-2-267-02208-7)
- Reservoir 13 (2017)

### Recueils de nouvelles
- This Isn't the Sort of Thing That Happens to Someone Like You (2012) Publié en français sous le titre Ce qui est arrivé à M. Davison, traduit par Christine Laferrière, Paris, Christian Bourgois Éditeur, coll. « Littérature étrangère », 308 p., 2013 (ISBN 978-2-267-02449-4)
- Which Reminder Her, Later (2013)